# Oliver Jürgens
Oliver Jürgens (Tallinn, 10 maggio 2003) è un calciatore estone, attaccante dell'Elche Ilicitano.

## Carriera
Nato a Tallinn nel 2003, Jürgens ha cambiato sei squadre nel paese baltico. Con il Nomme United esordisce nell'Esiliiga B (campionato di terzo livello estone), la giovane punta ha dato prova di notevole familiarità con la zona gol, segnando trentuno gol in 14 presenze nel campionato Under-17 del 2018, e raggiungendo quota 28 marcature in quindici presenze nell'Esiliiga B la stagione successiva.
Nell'estate 2019 Jürgens si è trasferito in Italia, nella squadra Allievi del Verona, segnando otto reti in tredici presenze (inclusa una tripletta contro l'Inter), e giungendo a debuttare nella formazione Primavera nel corso del match di Coppa Italia. L'estate successiva passa all'Inter venendo pagato 250 mila euro. Gioca nella formazione Under-18 con cui vince il titolo di capocannoniere. La stagione seguente con i nerazzurri vince il Campionato Primavera 1, segnando 6 reti. Esordisce nella UEFA Youth League 2021-2022.
Nell'estate 2022 passa a titolo definitivo al Torino, con la società granata gioca nella formazione Primavera.
Il 4 settembre passa all'Újpest, società che milita nel massimo campionato ungherese.

## Statistiche

### Presenze e reti nei club
Statistiche aggiornate al 23 luglio 2024.
| Stagione            | Squadra             | Campionato          | Campionato | Campionato | Coppe nazionali | Coppe nazionali | Coppe nazionali | Coppe continentali | Coppe continentali | Coppe continentali | Altre coppe | Altre coppe | Altre coppe | Totale | Totale |
| Stagione            | Squadra             | Comp                | Pres       | Reti       | Comp            | Pres            | Reti            | Comp               | Pres               | Reti               | Comp        | Pres        | Reti        | Pres   | Reti   |
| ------------------- | ------------------- | ------------------- | ---------- | ---------- | --------------- | --------------- | --------------- | ------------------ | ------------------ | ------------------ | ----------- | ----------- | ----------- | ------ | ------ |
| 2018                | Nõmme United        | EL B                | 17         | 28         | CE              | 0               | 0               | -                  | -                  | -                  | -           | -           | -           | 17     | 28     |
| 2019                | Nõmme United        | EL B                | 8          | 7          | CE              | 0               | 0               | -                  | -                  | -                  | -           | -           | -           | 8      | 7      |
| Totale Nõmme United | Totale Nõmme United | Totale Nõmme United | 25         | 35         |                 | 0               | 0               |                    | -                  | -                  |             | -           | -           | 25     | 35     |
| 2023- gen. 2024     | Újpest              | NB I                | 6          | 0          | CU              | 2               | 1               |                    |                    |                    |             |             | 8           | 1      |        |
| feb.-giu. 2024      | DAC Dunajská Streda | SL                  | 4+2        | 0          | CS              | 1               | 0               |                    |                    |                    |             |             | 7           | 0      |        |
| Totale carriera     | Totale carriera     | Totale carriera     | 37         | 35         |                 | 3               | 1               |                    | -                  | -                  |             | -           | -           | 40     | 36     |

### Cronologia presenze e reti in nazionale
| Cronologia completa delle presenze e delle reti in nazionale ― Estonia | Cronologia completa delle presenze e delle reti in nazionale ― Estonia | Cronologia completa delle presenze e delle reti in nazionale ― Estonia | Cronologia completa delle presenze e delle reti in nazionale ― Estonia | Cronologia completa delle presenze e delle reti in nazionale ― Estonia | Cronologia completa delle presenze e delle reti in nazionale ― Estonia | Cronologia completa delle presenze e delle reti in nazionale ― Estonia | Cronologia completa delle presenze e delle reti in nazionale ― Estonia |
| Data                                                                   | Città                                                                  | In casa                                                                | Risultato                                                              | Ospiti                                                                 | Competizione                                                           | Reti                                                                   | Note                                                                   |
| ---------------------------------------------------------------------- | ---------------------------------------------------------------------- | ---------------------------------------------------------------------- | ---------------------------------------------------------------------- | ---------------------------------------------------------------------- | ---------------------------------------------------------------------- | ---------------------------------------------------------------------- | ---------------------------------------------------------------------- |
| 16-11-2023                                                             | Tallinn                                                                | Estonia                                                                | 0 – 2                                                                  | Austria                                                                | Qual. Euro 2024                                                        | -                                                                      | 60’                                                                    |
| 19-11-2023                                                             | Solna                                                                  | Svezia                                                                 | 2 – 0                                                                  | Estonia                                                                | Qual. Euro 2024                                                        | -                                                                      | 62’                                                                    |
| 21-3-2024                                                              | Varsavia                                                               | Polonia                                                                | 5 – 1                                                                  | Estonia                                                                | Qual. Euro 2024                                                        | -                                                                      | 67’                                                                    |
| Totale                                                                 |                                                                        | Presenze                                                               | 3                                                                      |                                                                        | Reti                                                                   | 0                                                                      |                                                                        |

## Palmarès

### Competizioni nazionali
- Esiliiga B: 1

Nõmme United: 2019

### Competizioni giovanili
- Campionato Primavera: 1

Inter: 2022

### Individuale
- Capocannoniere del Campionato Nazionale Under-18: 1

2020-2021 (12 gol)